# Longeau-Percey
Longeau-Percey è un comune francese di 734 abitanti situato nel dipartimento dell'Alta Marna nella regione del Grand Est.

## Società

### Evoluzione demografica
Abitanti censiti